# Mansfield (Ohio)
Pour les articles homonymes, voir Mansfield.
Mansfield est une ville de l'État de l'Ohio, aux États-Unis.
Elle est le siège du comté de Richland.

## Géographie
Selon les données du Bureau du recensement des États-Unis, Mansfield a une superficie de 77,5 km2 entièrement en surfaces terrestres.

## Démographie
Mansfield était peuplée, lors du recensement de 2006, de 50 212 habitants.

## Personnalités liées à la commune
- Robert F. Simon (1908-1992) est un acteur américain de cinéma et de télévision..
- Luke Perry (1966-2019), acteur.

## Jumelages
- Mansfield (Royaume-Uni)
- Tamura (Japon)